# Glenn van Straalen

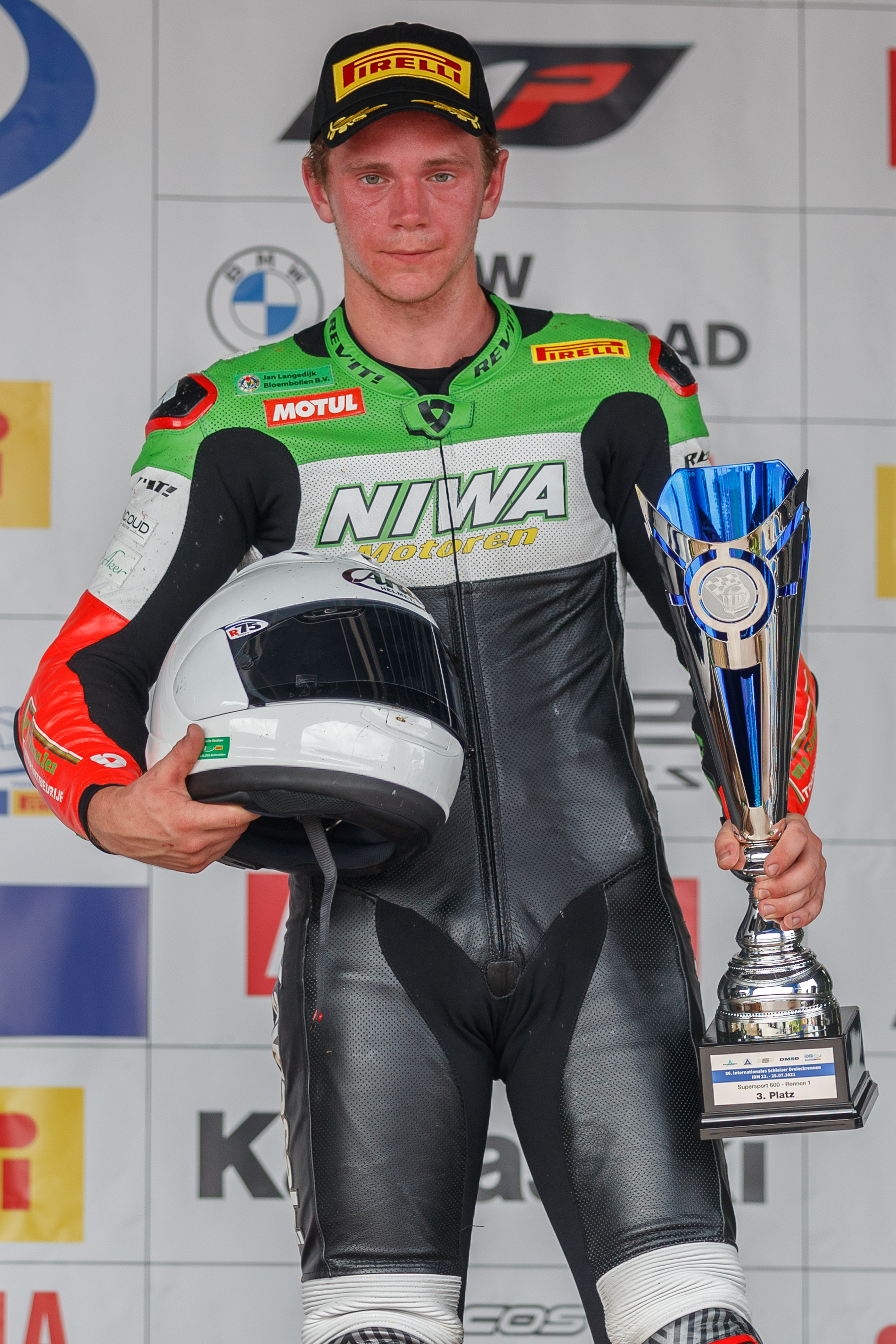
Glenn van Straalen op de Schleizer Dreieck in 2021.

Glenn van Straalen (Hoogkarspel, 30 september 2000) is een Nederlands motorcoureur.

## Carrière
Van Straalen maakte in 2017 zijn internationale motorsportdebuut toen hij met een wildcard deelnam aan de race op het TT Circuit Assen van het Supersport 300 World Championship voor het team Vos – TKR Racing op een Honda. Hij eindigde achter zijn landgenoot Scott Deroue als tweede. In 2018 reed hij een volledig seizoen in dit kampioenschap, waarin hij voor het Fortron Racing Team op een KTM reed. Hij behaalde opnieuw een tweede plaats op Assen, zijn enige podiumfinish van het seizoen, en werd met 55 punten negende in de eindstand. Ook reed hij dat jaar als gastcoureur in de races op Assen van de Supersport 600-klasse van het Duits kampioenschap wegrace, die hij allebei wist te winnen. Aan het eind van het jaar debuteerde hij in het wereldkampioenschap Supersport bij het team EAB antwest Racing op een Kawasaki als vervanger van de vanwege dopinggebruik geschorste Anthony West. Hij reed in de laatste twee races, maar viel beide keren uit.
In 2019 reed Van Straalen een volledig seizoen in het WK Supersport bij EAB op een Kawasaki. Een negende plaats in zijn thuisrace op Assen was zijn beste resultaat en hij werd met tien punten negentiende in het eindklassement. In 2020 keerde hij terug naar het WK Supersport 300, waarin hij voor EAB Ten Kate Racing op een Yamaha plaatsnam. Na vier weekenden, waarin twee tiende plaatsen op het Autódromo Internacional do Algarve en het Motorland Aragón zijn beste resultaten waren, keerde hij terug naar het WK Supersport als vervanger van Lachlan Epis bij het MPM Routz Racing Team op een Yamaha voor de laatste drie raceweekenden. Hij behaalde hier enkel punten met een twaalfde plaats op Magny-Cours. Ook reed hij dat jaar in de Supersport 600-klasse van het Duits kampioenschap, waarin hij op een Kawasaki een race op Assen won en met 62 punten achtste in het klassement werd.
In 2021 reed Van Straalen wederom in de Duitse Supersport 600, waar hij twee races op Assen won en eenmaal op de Schleizer Dreieck derde werd. Met 119 punten werd hij achter Patrick Hobelsberger en Valentin Debise derde in de eindstand. Daarnaast keerde hij in de tweede seizoenshelft terug in het WK Supersport bij EAB als vervanger van de naar CM Racing vertrokken Randy Krummenacher. Een achtste plaats in San Juan was zijn beste resultaat en hij werd met 31 punten negentiende in de eindstand.
In 2022 reed Van Straalen opnieuw als vaste coureur in het WK Supersport bij EAB op een Yamaha. Hij behaalde twee podiumplaatsen op Assen en Magny-Cours en werd met 122 punten elfde in het kampioenschap. Ook reed hij als gastcoureur in twee weekenden van het Duits kampioenschap Supersport, waarin hij op Assen tweemaal won en op het Autodrom Most tweemaal tweede werd. In 2023 kwam hij opnieuw uit in het WK Supersport voor EAB op een Yamaha. Hij behaalde zijn enige podiumfinish van het seizoen in zijn thuisrace op Assen en werd met 138 punten wederom elfde in de eindstand.
In 2024 stapte Van Straalen binnen het WK Supersport over naar Ten Kate Racing Yamaha. In het derde raceweekend op Assen won hij voor het eerst een race in de klasse.